# Laurence Traiger
Laurence Traiger (* 16. Oktober 1956 in New York; † 18. Oktober 2024 in München) war ein US-amerikanischer Komponist.

## Biographie
Mit vierzehn nahm er Unterricht in Harmonielehre, Kontrapunkt und Komposition bei dem Komponisten William Cosgriff und erhielt 1974 ein Stipendium der Universität Kansas, wo er bis 1976 bei John Pozdro Komposition studierte. In diesem Jahr verlegte Laurence Traiger sein Studium an die Hochschule „Mozarteum“ in Salzburg. Dort schloss er 1980 sein Studium bei Cesar Bresgen mit Diplomzeugnis ab. Während dieser Zeit erhielt er Stipendien vom Bundesministerium für Kunst und Forschung sowie von der Landesregierung Salzburg. Von 1980 bis 1982 studierte Laurence Traiger am Conservatoire National in Paris bei Ivo Malec. 1982 wurde er Student in der Meisterklasse von Wilhelm Killmayer an der Hochschule für Musik in München.
Sein umfangreiches Werkverzeichnis umfasst Kammermusik, Chormusik, Orchestermusik und Filmmusik ebenso wie Kompositionen für historische Instrumente und pädagogische Werke.
Laurence Traiger bekam Kompositionsaufträge von renommierten Ensembles und Rundfunkchören. Seine Werke wurden bei internationalen Festivals und Konzertreihen aufgeführt.
Seine Werke sind im Doblinger Verlag, Bärenreiter Verlag, Ricordi Verlag und bei der Edition Helbling erschienen.
Laurence Traiger war Dozent am Richard-Strauss-Konservatorium bzw. seit dessen Integration in die Hochschule für Musik und Theater München dort und an der Universität Mozarteum.

## Preise und Auszeichnungen
- Stipendien vom Bundesministerium für Kunst und Forschung (1977–78 und 1979–1980)
- Förderpreis der Landesregierung Salzburg 1979
- Kompositionspreis des ORF 1978
- Hausmusikpreis des Bärenreiter Verlags 1987
- Internationaler Wettbewerb für Chormusik der Stadt Spittal/Drau 1991
- Kunstförderung der Landesregierung Tirol 1995

## Festivals
- BR Musica Viva 1990
- Expan, Spittal an der Drau 1993, 1999
- Montafoner Sommerkonzerte 1993
- Jugendmusikfest, Deutschlandsberg 1997
- A•DEvantgarde-Festival, München 1991, 1993, 1999
- Schwäbische Kulturtage 1998
- MDR-Musiksommer 1999
- Kissinger Sommer 1999
- Musica Nova – Sofia 1999
- Klangspectrum: Festival für neue Musik Villach 2000
- Schwarzwaldmusikfest: Freudenstadt, Badenweiler, Hinterzarten 2006, 2007
- Europäische Musikwochen, Passau 2002
- APC Festival, Kempten 2004
- European Music Festival Stuttgart 2005
- Musikfest Salzburg 2002, 2005
- Niedersächsische Musiktage 2006
- Festival Euroklassik 2007
- Händelfestspiele, Halle 2007

## Werke
(seit 1986)

### Sologesang
- „Songs of Reverence“ 1986
Sopran, Violine und Klavier
- „From the book of Nature“ 1987
Sopran, 2 Flöten und Streichorchester
- „Sieben sind es“
Alt, Tenor und Basssolostimmen, Diskant, Alt, Tenor und 2 Bass-Violen da Gamba
- „Canti di St. Francesco“ 1989
Sopran und Klavier
- „Puer natus est nobis“ 1989
Bass und Orgel
- „Lev Tahor“ 1993
Altus, Trompete (oder Zink) und Orgel
- „Du bist es“ 1999
Sopran und Streichquartett
- „A Silver Dove“ 2003
Mezzosopran und Klavier
- „According to Juliet“ 2005
Sopran, Querflöte und Akkordeon
- „Kol Dodi“ 2007
Sopran und Theorbe

### Chor
- „trois prières“ 1986 S S A
- „Er ist eins“ 1986 S S A T B B
- „St. Michael“ 1987 S A T B, Alt- und Baritonsoli und zwei Schlagzeuger
- „Rex e progenie Iesse“ 1988 S S A A T T B B
- „Dort starb Mosche“ 1992 S S A T B
- „Kraft und Schöne“ 1996 S A T B
- „From the Herbal“ 1997 1 Solo-Chor (S A T B) und 2 Tutti-Chöre (je S A T B)
- „A Concert of Spirituals“ 1996 Solosopran, S A T B, Klavier, Streichorchester und Schlagzeug
- „Noch im Schlaf“ 1998 Solo-Chor (S A T B) und 2 Tutti-Chöre (je S A T B)
- „Süß ist das Licht“ 1998 S A T T Bar B oder S A A T Bar B
- „Hymns to Light“ 1999 S S A T B
- „Endless Light“ 2000 for 10 voices S A A T T T T Bar Bar BS A T B
- „Und leuchtet“ 2001 Panflöte und Zimbal (oder 2 Hackbretter) S S A T B
- „Be Still“ – Kantate zum 11. September 2001, 2002, für Solo-Altus, Solo-Bass, Streichorchester, Harfe, Orgel, zwei Schlagzeuger
- „Armour of Light“ 2006 (l’homme armé Motette) A A T Bar. B, 2 Zinken, Alt-, Tenor- und Bassposaunen
- „Prières et Contemplations“ 2007 S S A AT Bar B, Panflöte (oder Querfl.) Orgel
- "Light Mass" 2009 Sopran Solo, S A T B, Orgel, Streicher (chorisch oder solistisch), Gemeindegesang (mit Posaune ad lib.)
- "At the Birth of Light" (P.B.Shelley) 2013 S A T B. S A T B
- "Ode to Mandela" 2018 S A T B, Orchester (oder Orgel, Streicher, Percussion)
- "Crossing the Bar" 2022 Sopran und Bariton Solo, S A T B, Streichquartett

### Kammermusik
- „Songs of the Wind“ 1986 Edition Helbling J-43523 Altblockflöten
- „Le sanctuaire intérieure“ 1988 Viola d’amore solo
- „Nature Spirits“ 1988 Barocklaute
- „Invocation“ 1987 Orgel
- „Prelude, Meditation and Legend“ 1987, 1990 MCV 1200* Barockvioline solo
- „Il volo del’archangelo“ 1986 (Fantasie über ein Thema von Corelli) (Barock)Violine und Cembalo (oder Klavier)
- „Viola Duos“ 1989 MCV 1201* 2 Bratschen
- „Elevation“ 1990 Klarinette, Violine und Klavier
- „Divertimento a quattro“ 1990 MCV 1206* Streichquartett
- „Präludium und Passacaglia“ 1990 Klavier
- „Mother Earth“ 1991, 4 Contemplations MCV 1202* Viola solo
- „Messages“ 1992 Konzertgitarre
- „Down East“ a Maine Landscape 1993 Klarinettensextett
- „Hidden Landscape“ 1993 Flöte, Oboe, Klarinette, Viola, Cello und Kontrabaß
- „Enharmonische Fantasie und Fuge“ 1993 Cembalo
- „Inter-Mountain Journeys“ 1994 Altzither
- „Submarinal Scenes“ 1994 Holzbläserquintett
- „O’Carolans Ladies“ 1994 Hackbrett und Cembalo
- „Serenade“ 1995 Oboe, Gitarre und Fagott
- „About Bass“ 1997 Kontrabass, Klavier und Streichquartett
- „Appalachian Dance Fantasies“ 1997 MCV 1203* Violine und Cello (auch Violine und Viola)
- „Lovechase Trio“ 1999 Oboe d’amore, 2 Oboen da caccia
- „Sechs Aktzeichnungen“ 1999 Klarinette und Klavier (auch Gitarre statt Klavier)
- „Pursuit“ 2000 Flöte, Klarinette, 2 Violinen, Viola, Cello und Kontrabass
- „Introspection“ 2003 MCV MCV 1204* Violine und Klavier
- „Awakening“ 2004 Querflöte und Akkordeon (2005 für Flöte, Violine und Cello; 2007 für Violine und Akkordeon)
- „Dispositions“ 2005 MCV 1205* 3 Violinen, Cello und Klavier (auch Viola und Klavier)
- „Rhapsody in Bluegrass“ 2006 MCV 1211* 3 Violinen
- „Klezmer Fantasies“ 2006 MCV 1212* 3 Violinen
- „Soulmates“ 2007 Violine und Violoncello

### Orchester
- „Pulsation“ 1991 Violine und sinfonisches Orchester
- Overture zur Oper „La Canterina“ von Haydn 1996 Kammerorchester
- „Messianic Prophecies“ 1993 Streichorchester (12-stimmig in 3 Gruppen)
- „Visions“ 2001 Lupus Musicus Verlag Sinfonisches Orchester
- „Meditation I“ 2001 Sinfonisches Orchester
- „Prayers Without Words“ 2003 Artemis Verlag Sinfonisches Orchester (Chor SATB optional)

### Filmmusik
- Musik zum Kurzfilm „Fotofix“ 1989 Produktion der Hochschule für Fernsehen und Film München von Patrik Hörl
- Musik zum Kurzfilm „Die Glocken“ 1989 Produktion der Hochschule für Fernsehen und Film München von Andreas Treske
- Musik zum Dokumentarfilm „Traumspuren“ 1993 Produktion des Bayerischen Rundfunks von Patrik HörlMusik zum
- Dokumentarfilm „Der Seidenmann“ 2002
- Produktion des Senders „Arte“ von Christiane Streckfuss

### Pädagogische Werke
- „Konzertstücke“ für Violin-Schüler 1988, Doblinger 03123
- „Concert Debut“ 1989, Doblinger 18069
- Violine (leere Saiten) und Klavier „Genie am Werk“ 1990, Doblinger 03318
- Violine (1-4 Finger) und Klavier „Sonata Granda“ 1988
- Gitarre „Der Musikalische Sternkreis“ 1992
- Klavier „Was in aller Welt?!“ 1997, Melodrama Streichensemble, Klavier und Sprecher
- „His Fiddlers Three“ MCV 1208*3 Violinen
- „Bio Trio“ 2007 3 Violinen